# هربرت فاغنر (سياسي)
هربرت فاغنر (بالألمانية: Herbert Wagner)‏ هو سياسي ألماني، ولد في 21 سبتمبر 1948 في ألمانيا. حزبياً، نشط في الاتحاد الديمقراطي المسيحي. انتخب عمدة.

## روابط خارجية
- هربرت فاغنر على موقع مونزينجر (الألمانية)